# Ali Hadi Bara
Ali Hadi Bara (Teherán, 1906. szeptember 9. – 1971. augusztus 30.) török szobrászművész. Egyike az első generációs művészeknek a modern Törökországban.

## Életrajz
Ali Hadi Bara Teheránban született, de fiatal korában átköltözött családjával Törökországba. 1923–1927 között a Képzőművészeti Főiskolára járt Isztambulban. Ezt követően a Mustafa Kemal Atatürk által alapított ösztöndíjjal Párizsba ment, ahol két neves szobrásznál, Henri Bouchardnál és Charles Despiau-nél tanult. 1930-ban tért vissza hazájába, és a Képzőművészeti Akadémián lett tanársegéd.
1949–1950 közt többször tartózkodott tanulmányúton Párizsban, mely időszakot követően figyelme elfordult a figurális ábrázolástól, és a non-figurális szobrászat irányában kezdte kibontakoztatni a tehetségét. 1950-től haláláig dolgozott az isztambuli Akadémián.

## Alkotásai
- Adana Emlékmű (1935)
- Atatürk emlékmű (1937)
- A 16. századi oszmán admirális, Hajreddin Barbarossa pasa szobra, Beşiktaş városrész, Isztambul. (1946-ban a 400. évfordulója volt Barbarossa halálának)
- Atatürk emlékmű, İsmet İnönü lóháton, Zonguldak

## Kiállítások
- Velencei Biennálé (1956, 1958)
- São Paulo Biennálé (1957, 1961)
- Exposition Internationale de a Sculpture Contemporaine a Musée Rodin, Párizs (1961)

## Bibliográfia, valamint külső hivatkozások
- D. Erbil: ‘The Development of Turkish Sculpture of the Republican Period’, The Transformation of Turkish Culture: The Atatürk Legacy, ed. G. Renda and C. M. Kortepeter (Princeton, 1986), pp. 131–44
- Consulate General Republic of Turkey: Sculpture

## Fordítás
- Ez a szócikk részben vagy egészben  az   Ali Hadi Bara című török Wikipédia-szócikk fordításán alapul.  Az eredeti cikk szerkesztőit annak laptörténete sorolja fel. Ez a jelzés csupán a megfogalmazás eredetét és a szerzői jogokat jelzi, nem szolgál a cikkben szereplő információk forrásmegjelöléseként.